# Atrachorema macfarlanei
Atrachorema macfarlanei är en nattsländeart som beskrevs av Ward 1991. Atrachorema macfarlanei ingår i släktet Atrachorema och familjen Hydrobiosidae. Inga underarter finns listade i Catalogue of Life.